# Собор Святого Миколая Чудотворця (Католицький костел)
Свято-Миколаївський собор — культова споруда ПЦУ. Будівництво закінчено 1910 року. Належить до пам'яток архітектури Кременчука.

## Історія
Збудований 1910 року на кошти полтавської дворянки Котович у готичному стилі. Вона заповіла церкві значні кошти, яких вистачило на ремонт діючого костелу в Полтаві та будівництво нового у Кременчуці Після встановлення радянської влади богослужіння були заборонені, а приміщення експропрійоване більшовиками. Після революції 1917 року значна частина парафіян-католиків виїхала за кордон, костел закрили, а будівлю з часом націоналізували Функціонував як римсько-католицька базиліка до 1919 року. 
У 1930-х роках тут розмістився Будинок санітарної культури, який пропагував здоровий спосіб життя і надавав зал для культурно-масової роботи Наприклад, 1 січня 1937 року тут відкрилася перша районна виставка образотворчого самодіяльного мистецтва.
До 1970-х років у ньому розміщувалися будинок культури, будинок урочистостей, будинок офіцерів, кінотеатр, дитячо-юнацька спортивна школа № 2 (1971—1991).
На початку 1990-х років будівля колишнього костелу була передана православній церкві Київського патріархату, і тепер тут знаходиться Свято-Миколаївський собор. Богослужіння відновлено 17 грудня 1991 року громадою УАПЦ. Після Об'єднавчого Собору 1992 року храм став належати громаді святого Миколая Чудотворця УПЦ КП, а після Об'єднавчого Собору 2018 року — ПЦУ. У приміщенні проведено будівельні оздоблювальні та ремонтні роботи. Святині: ікона священномученика Макарія з частинкою його мощей, ікона великомучениці Варвари з частинкою її мощей.
У новітній час громада зареєстрована 15 квітня 1999 року за № 200 по вул. 29 Вересня, 16/34. Богослужіння проводяться у культовій споруді.
За час приналежності храму до православ'я було прибудовано портал, встановлено куполи з Хрестами на ньому. Було виготовлено чотириярусний різьблений іконостас (у тому ж стилі Престіл, жертовник, тетрапод, аналої, требні столи і лави), паркетне покриття. Оздоблено стіни деревом і живописним розписом: Вівтаря, центральної частини собору (Храму віруючих), кліросу, притвору, порталу. З 1996 року над розписами трудився київський іконописець Максим Ладєйщиков, який і виконав більшу частину робіт. З 2007 року і до сьогодні ці труди продовжує кременчуцький художник Микола Бутко.
1985 року внесений до Переліку пам’яток історії та культури Кременчука місцевого значення. У 1995 році рішенням 9-ї сесії міської ради народних депутатів затверджена охоронна зона будівлі як пам'ятки архітектурної спадщини.

## Духовенство
Першим настоятелем з липня 1991 року до травня 1992 року був архімандрит Афанасій. З липня до грудня 1992 року обов'язки настоятеля храму виконував ієрей Михайло Ковташ. 12 січня 1993 року настоятелем храму було призначено протоієрея (тоді молодого ієрея) Володимира Макогона, який і донині трудиться на цій ниві. За ці роки священнослужителі, які брали участь у духовному житті Собору (1994—1996 роки — ієрей Андрій Коржинський, 1996—1998 роки — ієрей Євгеній Хорольський, 1998—2000 роки — ієрей Андрій Тященко, з 2000 року і до сьогодні — протоієрей Юрій Казьмін, з 2003 року і до сьогодні — протоієрей Михаїл Гориславець, з 2012 року і донині — ієрей Анатолій Куліш).